# 6 september
6 september är den 249:e dagen på året i den gregorianska kalendern (250:e under skottår). Det återstår 116 dagar av året.

## Återkommande bemärkelsedagar

### Nationaldagar
- Swazilands nationaldag.

## Namnsdagar

### Svenska almanackan
- Nuvarande – Lilian och Lilly
- Föregående i kronologisk ordning[1][2]

- Före 1702 – Magnus

flyttades 1702 till 19 augusti, där det har funnits sedan dess.
- 1702–1708 – ?
- 1709–1985 – Sakarias

infördes 1620 på 14 mars i formen Zacharias. 1709 flyttades det till dagens datum och fick formen Sakarias, där det fanns kvar tills det utgick helt 2001.
- 1986–1992 – Sakarias, Siv och Sivert

Siv och Sivert infördes båda på dagens datum 1986, men Siv står nu på 8 mars sedan 1993, och Sivert på 25 februari sedan samma år.
- 1993–2000 – Sakarias och Esaias

Esias förekom före 1700-talet på 5 juli, men infördes 1708 på 6 juli. Där fanns det kvar fram till 1993, då det flyttades till dagens datum, för att 2001 återföras till 6 juli.
- Från 2001 – Lilian och Lilly

Lilian och Lilly infördes 1986 på 15 november respektive 18 oktober, men 1993 flyttades båda till 7 maj, och 2001 till dagens datum.

### Finlandssvenska almanackan
- Nuvarande från 2025[3] – Felix, Felicia, Lykke
- I föregående revideringar[a][4]
  - 1929–2004 – Felix
  - 2005–2024 – Felix, Felicia

## Händelser
- 1492 – Christofer Columbus avseglar från Kanarieöarna på sin första resa västerut.
- 1522 – Juan Sebastián Elcano avslutar den första världsomseglingen då fartyget Victoria återkommer till Spanien.
- 1803 – Brittisk forskare John Dalton börjar använda symboler för att representera atomer av olika element.
- 1813 – Slaget vid Dennewitz, där den allierade nordarmén under ledning av Sveriges kronprins Karl Johan besegrar fransmännen under marskalk Michel Ney.
- 1867 – J. C. Watson upptäcker asteroid 94 Aurora.
- 1870 – Louisa Ann Swain från Laramie blir den första kvinnan i USA för att rösta lagligt efter 1807.
- 1885 – Östrumelien förklarar sig i union med Bulgarien.
- 1901 – Den amerikanske presidenten William McKinley skjuts av anarkisten Leon Czolgosz, och dör av skadorna en dryg vecka senare, den 14 september.
- 1914 – Första Marne-slaget börjar. I striderna deltar cirka 2 miljoner soldater och cirka 100 000 stupar eller såras i ett slag, som betecknas som framgångsrikt för de allierade.
- 1936 – Den sista överlevande pungvargen, även kallad tasmansk varg, avlider på Hobart Zoo i Tasmanien.
- 1940 – Carol II av Rumänien abdikerar.
- 1944
  - Anne Frank och hennes familj anländer till Auschwitz.
  - Sovjetiska styrkor intar staden Tartu i Estland.
- 1966 – Sydafrikas regeringschef Hendrik Verwoerd knivhuggs till döds.
- 1968 – Swaziland blir självständigt från Storbritannien.
- 1970 – Palestinska PFLP kapar fyra passagerarplan; från El Al, Pan American, Swissair och Trans World Airlines.
- 1987 – Patrik Sjöberg blir världsmästare i höjdhopp.
- 1991
  - Sovjetunionen erkänner de baltiska staternas självständighet.[5][6][7]
  - Namnet Sankt Petersburg återställs till Rysslands näst största stad, som varit känt som Leningrad sedan 1924.
- 1997
  - Uranus måne Caliban upptäcks.
  - Begravningen av Diana, prinsessa av Wales som dog 31 augusti äger rum i London. Över en miljon människor finns på gatorna och 2,5 miljarder människor tittar över hela världen på tv vilket gör det till en av de mest sedda händelserna i historien någonsin.
- 2009 – Superferry 9 förliser, nästan alla personer ombord räddas, 10 omkommer av de 971 personerna ombord.

## Födda
- 1757 – Gilbert du Motier, markis av Lafayette, fransk general och statsman
- 1766 – John Dalton, brittisk kemist och fysiker
- 1782 – Daoguang, kinesisk kejsare
- 1815 – Johan Ernst Rietz, svensk språkforskare
- 1850 – Léon-Adolphe Amette, fransk kardinal, ärkebiskop av Paris
- 1857 – John B. Kendrick, amerikansk demokratisk politiker, senator (Wyoming)
- 1860 – Jane Addams, amerikansk feminist och filantrop, mottagare av Nobels fredspris 1931
- 1868 – Axel Hägerström, svensk filosof
- 1869 – Felix Salten, österrikisk journalist och författare, upphovsman till Bambi
- 1876 – John Macleod, brittisk fysiolog, mottagare av Nobelpriset i fysiologi eller medicin 1923
- 1879
  - Johan Nygaardsvold, norsk politiker, statsminister
  - Joseph Wirth, tysk politiker, rikskansler
- 1883 – Judith Hörndahl, svensk operasångare
- 1885 – August Lindberg (fackföreningsledare), LO:s ordförande
- 1888 – Joseph Kennedy, amerikansk affärsman och diplomat
- 1891 – Bengt Nordenskiöld, svensk militär general, chef för flygvapnet
- 1892 – Edward Victor Appleton, brittisk fysiker, mottagare av Nobelpriset i fysik 1947
- 1893 – Irving Bacon, amerikansk skådespelare
- 1895 – Walter Dornberger, tysk militär och ingenjör
- 1896 – Karl Wittfogel, tysk sociolog och sinolog
- 1900 – Vălko Tjervenkov, bulgarisk politiker
- 1906 – Luis Federico Leloir, argentinsk biokemist, mottagare av Nobelpriset i kemi 1970
- 1909 – Oscar Ljung, svensk skådespelare och teaterregissör
- 1915 – Franz Josef Strauss, tysk politiker (CSU)
- 1924 – John Melcher, amerikansk demokratisk politiker, senator (Montana)
- 1925
  - Andrea Camilleri, italiensk författare
  - Jimmy Reed, amerikansk musiker
- 1931 – Sander Levin, amerikansk demokratisk politiker
- 1935 – Lars Löfgren, svensk regissör, författare och teaterchef
- 1938 – Lillemor Dahlqvist, svensk sångare och skådespelare
- 1939
  - Susumu Tonegawa, japansk molekylärbiolog, mottagare av Nobelpriset i fysiologi eller medicin 1987
  - Håkan Wallner, svensk travtränare och kusk
- 1940 – Elwyn Berlekamp, amerikansk matematiker
- 1941 – Danny K. Davis, amerikansk demokratisk politiker
- 1943
  - Richard J. Roberts, brittisk biokemist, mottagare av Nobelpriset i fysiologi eller medicin 1993
  - Antonia Ax:son Johnson, svensk företagsledare
  - Roger Waters, brittisk musiker, basist i Pink Floyd
- 1944 – Swoosie Kurtz, amerikansk skådespelare
- 1947
  - Jane Curtin, amerikansk skådespelare
  - John Kline, amerikansk republikansk politiker, kongressledamot
  - Bruce Rioch, skotsk fotbollsspelare och -tränare
- 1950 – Sylvia Garcia, amerikansk demokratisk politiker, kongressledamot
- 1952 – Simon Burns, brittisk parlamentsledamot (Conservative)
- 1957
  - Kaj Nuora, svensk skådespelare
  - José Sócrates, portugisisk politiker, premiärminister
- 1961
  - Scott Travis, amerikansk musiker, trummis i Judas Priest
  - Pål Waaktaar, norsk musiker, gitarrist och låtskrivare i A-ha
- 1963
  - Tony Clarke, brittisk parlamentsledamot för Labour
  - Geert Wilders, nederländsk politiker, partiledare för PvV, ledamot i generalstaterna
- 1965
  - Louise Hoffsten, svensk musiker
  - Per Sinding-Larsen, svensk programledare och musikjournalist
- 1966 – Kendrick Meek, amerikansk demokratisk politiker
- 1967 – Macy Gray, amerikansk sångerska
- 1969 – Jimmy Lindström, svensk skådespelare
- 1971
  - Leila K, svensk musiker
  - Dolores O'Riordan, irländsk musiker, sångare i The Cranberries
- 1972
  - Idris Elba, brittisk skådespelare
  - Anika Noni Rose, amerikansk sångare
- 1974 – Nina Persson, svensk sångare
- 1976
  - Naomie Harris, brittisk skådespelare
  - Josefine Sundström, svensk programledare
- 1983 – Pippa Middleton, engelsk författare
- 1984 – Helena Ekholm, svensk skidskytt, mottagare av Svenska Dagbladets guldmedalj 2009
- 1989 – Sara Aldén, svensk jazzsångare och kompositör.
- 1991 – Joe Harris, amerikansk basketspelare
- 1997 – Mallory Comerford, amerikansk simmare
- 1998 – Michele Perniola, italiensk sångare
- 2002
  - Asher Angel, amerikansk skådespelare
  - Leylah Fernandez, kanadensisk tennisspelare

## Avlidna
- 972 – Johannes XIII, påve
- 1683 – Jean-Baptiste Colbert, 64, Frankrikes finansminister
- 1701 – Jakob II, 67, kung av England
- 1719 – Carlo Cignani, 91, italiensk målare
- 1811 – Johann Georg Lehmann, 46, tysk kartograf
- 1862 – Gustaf Erik Pasch, 74, svensk kemist, uppfinnare av säkerhetständstickan
- 1869 – Jonathan Worth, 66, amerikansk politiker, guvernör i North Carolina
- 1914 – Gustaf Andersson i Sundsvall, 61, svensk jurist och riksdagsman, borgmästare i Sundsvall
- 1943 – Friend Richardson, 77, amerikansk politiker, Kaliforniens 25:e guvernör
- 1946 – John I. Cox, 90, amerikansk demokratisk politiker och jurist, guvernör i Tennessee
- 1956 – Alex Raymond, 46, amerikansk serietecknare
- 1959 – Kay Kendall, 32, brittisk skådespelare
- 1966 – Hendrik Verwoerd, 64, sydafrikansk politiker, premiärminister
- 1977 – John Littlewood, 92, brittisk matematiker
- 1979 – Ronald Binge, 69, brittisk kompositör och textförfattare
- 1986 – Blanche Sweet, 90, amerikansk stumfilmsskådespelare
- 1990 – Tom Fogerty, 48, amerikansk artist
- 1994 – Nicky Hopkins, 50, brittisk musiker, pianist
- 1995 – Tosse Bark, 72, svensk kompositör, gitarrist, sångare och skådespelare
- 1998
  - Ernst-Hugo Järegård, 69, svensk skådespelare
  - Akira Kurosawa, 88, japansk filmregissör
- 2007
  - Madeleine L'Engle, 88, amerikansk författare
  - Ronald Magill, 87, brittisk skådespelare
  - Luciano Pavarotti, 71, italiensk operatenor
- 2008
  - Sören Nordin, 91, svensk travtränare och -kusk
  - Anita Page, 98, amerikansk skådespelare, sista levande från den allra första Oscarsgalan
- 2011
  - Felix von Habsburg, 95, ärkehertig, bror till Otto von Habsburg
  - George Kuchar, 69, amerikansk filmregissör
- 2012 – Bertil Norström, 88, svensk skådespelare
- 2014
  - Odd Bondevik, 73 norsk biskop
  - Jim Dobbin, 73, brittisk parlamentsledamot (Labour)
- 2018
  - Sven Wernström, 93, svensk författare
  - Burt Reynolds, 82, amerikansk skådespelare
- 2019 – Robert Mugabe, 95, zimbabwisk politiker, Zimbabwes premiärminister samt president och diktator
- 2020 – Anita Lindblom, 82, svensk sångerska
- 2021 – Jean-Paul Belmondo, 88, fransk skådespelare
- 2023 – Kjell-Rune Milton, 75, svensk hockeyspelare

### Fotnoter
1. ↑  Brylla, Eva (red.). Namnlängdsboken. Gjøvik: Norstedts ordbok, 2000 ISBN 91-7227-204-X
2. ↑  af Klintberg, Bengt. Namnen i almanackan. Gjøvik: Norstedts ordbok, 2001 ISBN 91-7227-292-9
3. ↑  ”Universitetets namnsdagsalmanacka - Universitetets almanacksbyrå”. almanakka.helsinki.fi. Helsingfors universitet. https://almanakka.helsinki.fi/sv/kalender-2025/. Läst 22 februari 2025.
4. ↑  ”Namnsdagsrevideringar - Universitetets almanacksbyrå”. almanakka.helsinki.fi. Helsingfors universitet. https://almanakka.helsinki.fi/sv/namnsdagar/namnsdagsrevideringar.html. Läst 3 oktober 2020.
5. ↑  ”Estonia” (på engelska). World Statesmen. http://www.worldstatesmen.org/Estonia.html. Läst 23 september 2012.
6. ↑  ”Latvia” (på engelska). World Statesmen. http://www.worldstatesmen.org/Latvia.htm. Läst 23 september 2012.
7. ↑  ”Lithuania” (på engelska). World Statesmen. http://www.worldstatesmen.org/Lithuania.htm. Läst 23 september 2012.